# Lee Van Cleef
Clarence Leroy "Lee" Van Cleef, Jr. (9. ledna 1925, Somerville – 16. prosince 1989, Oxnard) byl americký herec, který účinkoval především ve westernech a v akčních filmech. Jeho ostré rysy a pronikavé oči vedly k jeho obsazení v desítkách filmů, jako například Hodný, zlý a ošklivý.

## Životopis

### Mládí
Narodil se nizozemskému přistěhovalci Clarence Leroy Van Cleefovi staršímu a Američance Marione Levinii. V mládí nastoupil do Námořnictva Spojených států, kde sloužil i během druhé světové války. Poté pracoval jako účetní, avšak zanedlouho se stal hercem.

### Kariéra
Jeho první herecká zkušenost se konala na pódiu Broadway, kde si zahrál malou roli. Jeho prvním filmem se stal klasický western V pravé poledne (1952), ve kterém hrál padoucha. Ten samý rok hrál ostrostřelce ve snímku The Beast from 20,000 Fathoms .
Kromě westernů a sci-fi jeho filmový repertoár obsahoval také žánr film noir – Kansas City Confidential (1952), Vice Squad (1953) a The Big Combo (1955). Všechny tři snímky se staly klasickými noir filmy padesátých let, nicméně Cleefovy role padouchů byly nezapomenutelné.
V letech 1951 až 1955 se celkem šestkrát objevil v dětském westernu The Adventures of Kit Carson v roli Burta Tannera.
V roce 1958 se nešťastně připletl do vážné autonehody a byl donucen ze zdravotních důvodů odejít z filmové scény. Trvalo delší dobu, než se vzpamatoval z této nehody a byl schopen opět účinkovat. Na rozdíl ale od dřívějších hlavní rolí se nyní musel spokojit s malými rolemi. Roku 1962 se ve filmu Muž, který zastřelil Liberty Valance objevil po boku filmových hvězd Jamesa Stewarta a Johna Wayna. Malou roli měl také ve filmu Jak byl dobyt Západ (1962), kde hrál jednoho z pirátů.
Mezi lety 1962 až 1965 pracoval jako malíř, poté se však vrátil zpět do filmového průmyslu a objevil se v řadě spaghetti westernů. Toto znovuoživení jeho kariéry nastalo tehdy, když mu režisér Sergio Leone nabídl možnost zahrát si ve filmu Pro pár dolarů navíc (1965) společně s Clintem Eastwoodem. Následovaly další filmové role a objevil se v mnoha televizních pořadech.

## Smrt
Zemřel 16. prosince 1989 na srdeční mrtvici v Oxnardu a pohřben byl v Los Angeles.

## Filmografie
- Thieves of Fortune (1990)
- Závodní horečka (1989)
- Velitel (1988)
- La Máquina de matar (1986)
- Ozbrojená odpověď (1986)
- Dobyvatelé džungle (1985)
- The Master (TV seriál) (1984)
- Tajný kód: Divoká husa (1984)
- Výbušnina (1984)
- Útěk z New Yorku (1981)
- Osmiúhelník (1980)
- The Hard Way (TV film) (1979)
- The Squeeze (1978)
- Kid Vengeance (1977)
- The Killers (1977)
- Nowhere to Hide (TV film) (1977)
- Quel pomeriggio maledetto (1977)
- Boží zbraň (1976)
- Cesta do Sonory (1975)
- Dio, sei proprio un padreterno! (1974)
- Là dove non batte il sole (1974)
- Il Grande duello (1972)
- Sedm statečných v sedle (1972)
- Bad Man's River (1971)
- Captain Apache (1971)
- Návrat Sabaty (1971)
- El Condor (1970)
- Převozník (1970)
- Sabata (1969)
- Al di là della legge (1968)
- Zvláštní jednotka (1968)
- I Giorni dell'ira (1967)
- Muž proti muži (1967)
- Blade Rider, Revenge of the Indians Nations (1966)
- El Halcón y la presa (Velká přestřelka) (1966)
- Hodný, zlý a ošklivý (1966)
- Pro pár dolarů navíc (1965)
- Jak byl dobyt Západ (1962)
- Muž, který zastřelil Liberty Valance (1962)
- Posse from Hell (1961)
- The Slowest Gun in the West (TV film) (1960)
- Guns, Girls, and Gangsters (1959)
- Ride Lonesome (1959)
- Day of the Bad Man (1958)
- Drzá čela (1958)
- Machete (1958)
- Mladí lvi (1958)
- The Rifleman (TV seriál) (1958)
- The Badge of Marshal Brennan (1957)
- Čínská brána (1957)
- Gun Battle at Monterey (1957)
- Joe Dakota (1957)
- The Last Stagecoach West (1957)
- The Lonely Man (1957)
- Přestřelka u ohrady O.K. (1957)
- The Quiet Gun (1957)
- Raiders of Old California (1957)
- Šerifská hvězda (1957)
- Accused of Murder (1956)
- The Conqueror (1956)
- It Conquered the World (1956)
- Pardners (1956)
- Pocta zločinci (1956)
- The Big Combo (1955)
- Buffalo Bill Jr. (TV seriál) (1955)
- I Cover the Underworld (1955)
- A Man Alone (1955)
- Muž bez hvězdy (1955)
- The Naked Street (1955)
- The Road to Denver (1955)
- Ten Wanted Men (1955)
- Treasure of Ruby Hills (1955)
- The Vanishing American (1955)
- Arrow In the Dust (1954)
- Dawn at Socorro (1954)
- The Desperado (1954)
- Princess of the Nile (1954)
- Rails Into Laramie (1954)
- The Yellow Tomahawk (1954)
- Arena (1953)
- The Bandits of Corsica (1953)
- The Beast From 20,000 Fathoms (1953)
- Gypsy Colt (1953)
- Jack Slade (1953)
- The Lawless Breed (1953)
- The Nebraskan (1953)
- Private Eyes (1953)
- Tumbleweed (1953)
- Vice Squad (1953)
- White Lightning (1953)
- Kansas City Confidential (1952)
- Untamed Frontier (1952)
- V pravé poledne (1952)
- The Adventures of Kit Carson (TV seriál) (1952)
- The Range Rider (TV seriál) (1952)
- The Gene Autry Show (TV seriál) (1952)
- Space Patrol (TV seriál) (1952)